# 巴伐利亞的卡爾·特奧多爾 (1795-1875)
巴伐利亞的卡爾·特奧多爾（德語：Prinz Karl Theodor von Bayern，1795年7月7日—1875年8月16日），巴伐利亞國王馬克西米利安一世的次子。

## 家庭
1823年，卡爾·特奧多爾和瑪麗-安妮-索菲（Marie-Anne-Sophie）結婚，兩人共有三個女兒：
1. 卡羅琳·索菲（1817年—1889年）
2. 瑪克西米利安妮·特奧多爾（1823年—1895年）
3. 法蘭西絲卡·索菲（1827年—1912年）